# Joh. Backhausen & Söhne
Die Backhausen GmbH produzierte Möbel- und Dekorstoffe für den Privat- und Objektbereich. Der Sitz des Unternehmens war in Hoheneich 136 im Waldviertel. 1849 wurde es als Joh. Backhausen & Söhne gegründet, 2012 meldete es Konkurs an. 2014 kaufte Louise Kiesling das Unternehmen inklusive des Backhausen-Archivs mit Originalentwürfen von Josef Hoffmann, Koloman Moser, Dagobert Peche, Otto Prutscher und vielen weiteren Künstlern. Seitdem firmierte das Unternehmen unter Backhausen GmbH. Louise Kiesling war Eigentümerin und Creative Director. Zum 30. Juni 2023 stellte die Firma Backhausen ihren operativen Betrieb ein.

## Geschichte

### 1810–1914

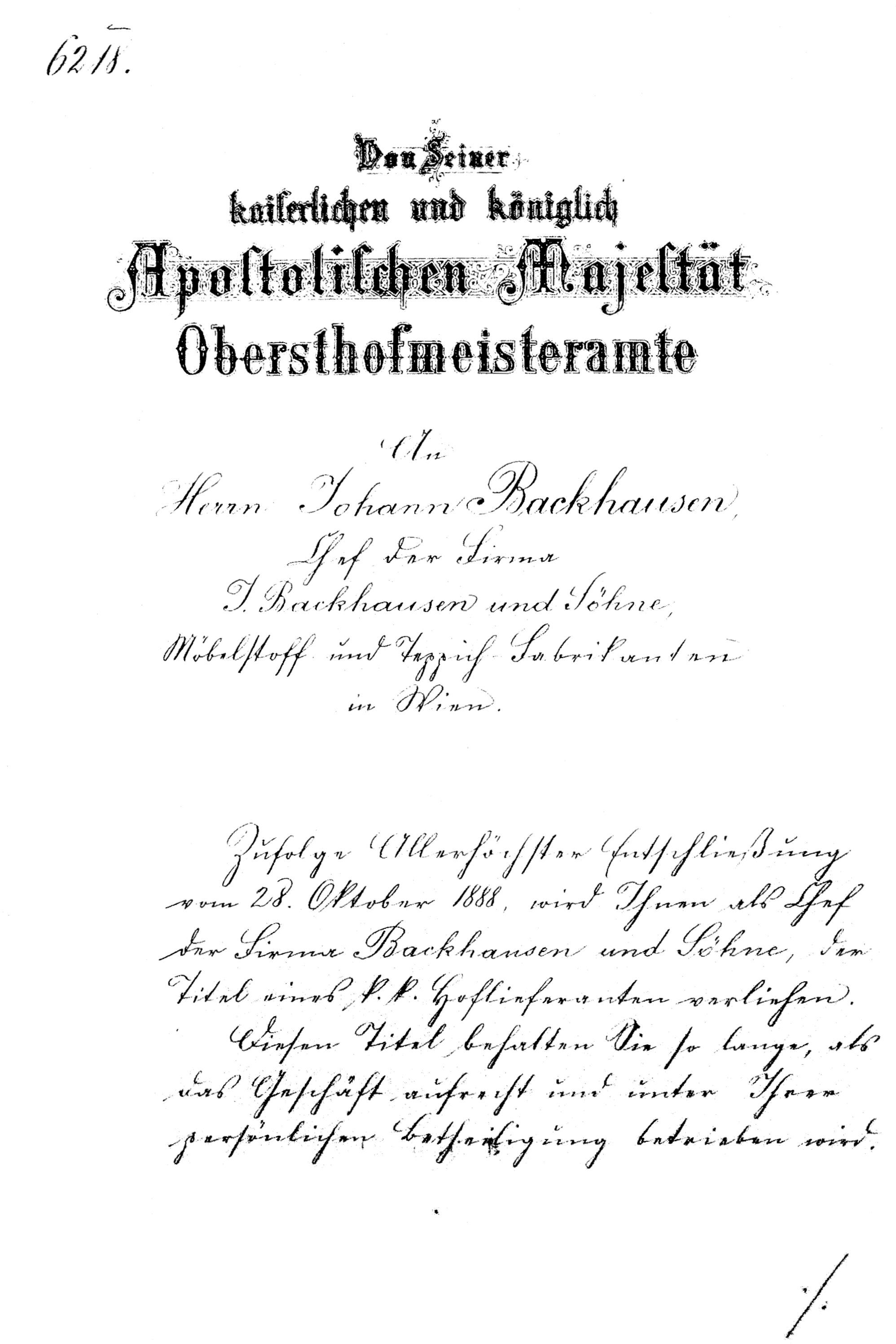
k.u.k. Hoflieferantendiplom an Johann Backhausen vom 8. November 1888

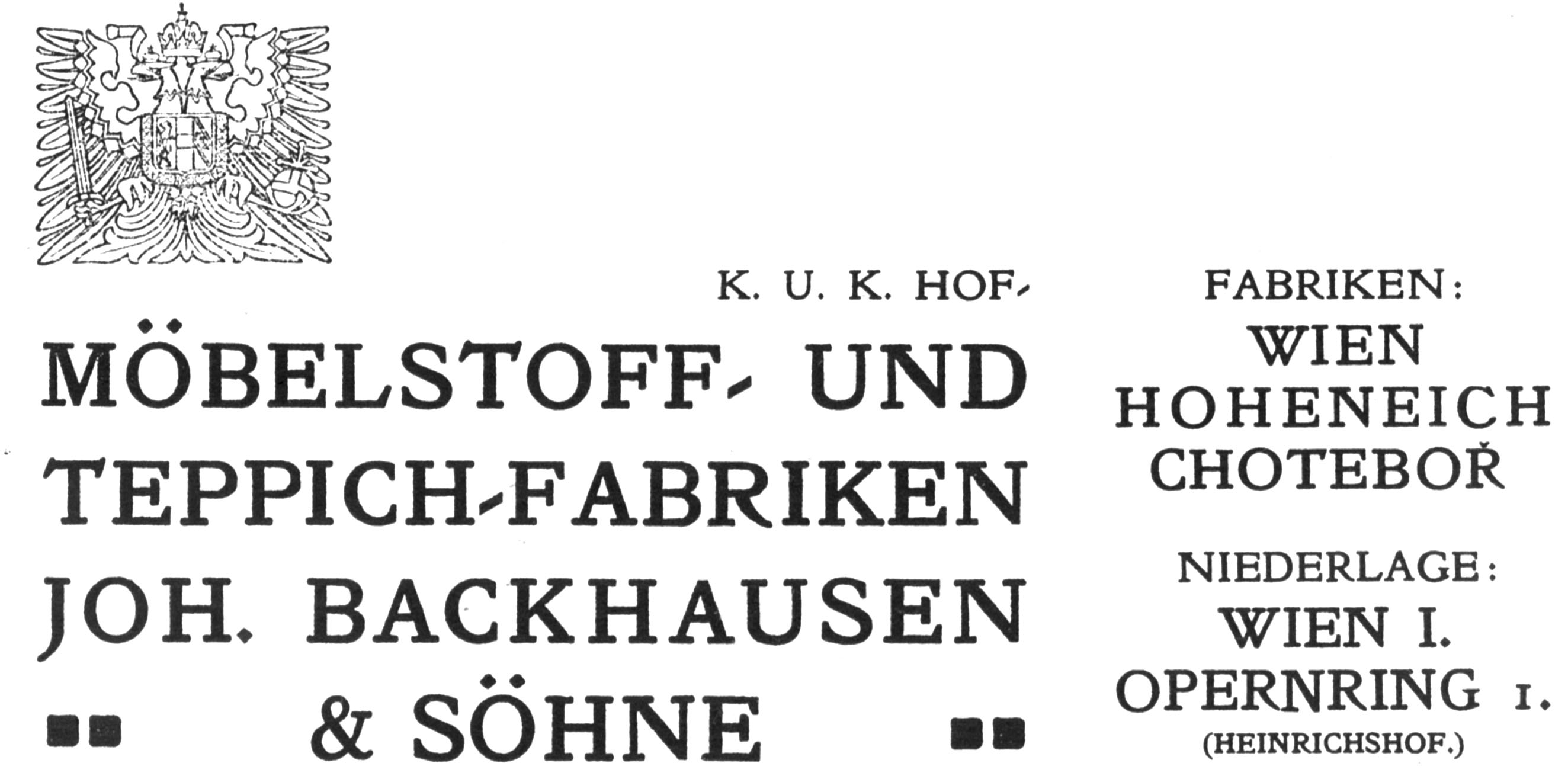
Werbung von Joh. Backhausen & Söhne (1904)

Jakob Backhausen (* 1789 in der Nähe von Köln) war der Sohn eines Webermeisters. Als er in den Napoleonischen Krieg einrücken sollte, floh er mit den Ausweisen seines sehbehinderten Bruders Franz Theodor 1810 nach Wien und behielt dessen Namen bis ans Lebensende. Er legte die Meisterprüfung ab und etablierte sich als bürgerlicher Halbseiden- und Modenwarenfabrikant an der Adresse Stumpergasse 212 (aktualisierte ON: 8) in Gumpendorf, im heutigen sechsten Wiener Gemeindebezirk, Mariahilf.
Nach dem von einem organischen Herzleiden verursachten Tod des 61-jährigen Vaters († 30. April 1849 in Gumpendorf als Weber und Hausinhaber) gründeten seine beiden Söhne Carl und Johann das Unternehmen Carl Backhausen & Co. mit Sitz in der Schmalzhofgasse in Gumpendorf, die Produktionsstätte befand sich in der Kaiserstraße 12 (früher: ON 206). Erzeugt wurden qualitativ hochwertige Modestoffe, mit denen die Gebrüder Backhausen 1851 auf der Londoner Weltausstellung eine Goldmedaille erhielten.
Carl Backhausen schied 1853 aus dem Unternehmen aus, sein Bruder Johann übernahm die Führung. Das Unternehmen nannte sich nun Johann Backhausen, k.k. ausschließlich privilegierte Mode- und Chenillefabrik. Die Produktion verlagerte sich von Modestoffen auf Möbel- und Vorhangstoffe, Damaste, Brokate und Teppiche aus Seide und Wolle. Die Manufaktur befand sich im Waldviertel, eine weitere befand sich in Chotěboř.
Am 29. November 1861 wurde über Karl Backhausen, Webermeister in Wien, am k.k. Landesgericht Wien der Konkurs eröffnet.
Der Einzelhandel zog mit 1. Oktober 1864 in den Heinrichhof gegenüber dem im Bau befindlichen Hof-Operntheater ein. 1868 wurden die Söhne von Johann Backhausen, Carl und Jean, Teilhaber und das Unternehmen wurde in Johann Backhausen & Söhne umbenannt. 1872 wurde eine neue Manufaktur in Hoheneich im Waldviertel erbaut. Da die Kaiser-Franz-Josephs-Bahn in der Nähe verlegt wurde, konnte Backhausen durch diese neue Transportstrecke zwischen Wien und Prag seine Waren leichter transportieren.
Backhausen lieferte Stoffe für die Innenausstattung mehrerer Wiener Repräsentativgebäude, darunter an das Hof-Operntheater (1869), das Reichsratsgebäude (1883), das Wiener Rathaus (1888) und das Hofburgtheater. Aufgrund des geschäftlichen Erfolgs und der engen Geschäftsbeziehung zum Kaiserhaus wurde Johann Backhausen 1888 zum k.u.k. Hoflieferanten ernannt.

#### Wiener Werkstätte

Möbelstoff Dess. 4500 nach einer japanischen Schablone, von Koloman Moser für Backhausen (1899)

Handknüpfteppich Dess. 4418 von Koloman Moser (1902)

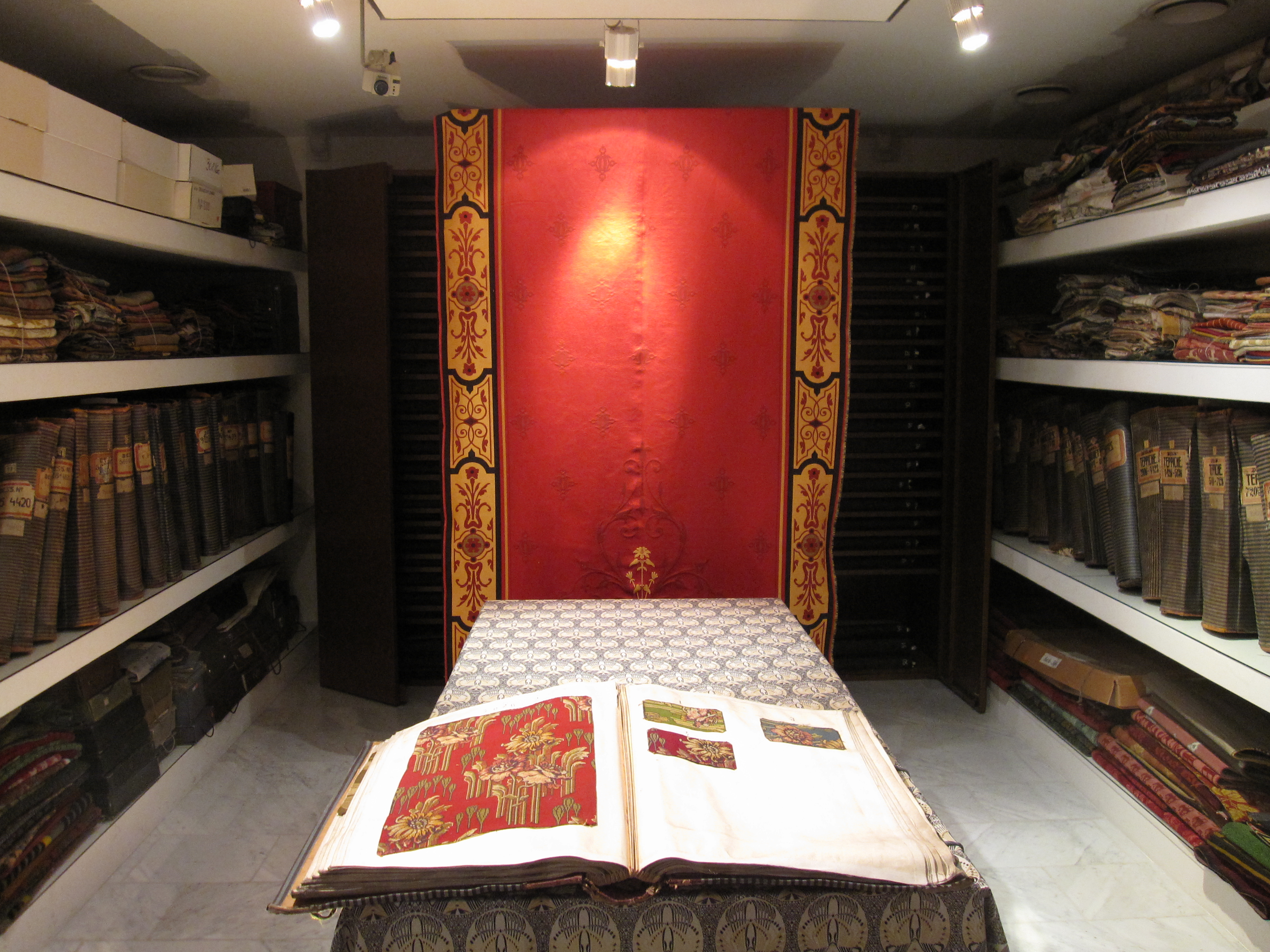
Altes Archiv der Firma Joh. Backhausen & Söhne

Der Name Backhausen steht in engem Bezug zur Wiener Werkstätte bzw. der Wiener Jugendstilkunst. Ab 1903 begann das Unternehmen eine Zusammenarbeit mit Künstlern, die sich bis in die 1930er Jahre erstreckte. Backhausen setzte Entwürfe von Jugendstilkünstlern in gewerbliche Erzeugnisse um und wurde Gründungsmitglied sowie Hauptlieferant der Wiener Werkstätte. Das Unternehmen produzierte Möbel- und Vorhangsstoffe, Druckstoffe handgeknüpfte und gewebte Teppiche nach Originalentwürfen von Künstlern wie Max Benirschke, Leopold Forstner, Josef Frank, Josef Hoffmann, Koloman Moser, Joseph Maria Olbrich, Dagobert Peche, Otto Prutscher, Alfred Roller, Otto Wagner, Eduard Josef Wimmer-Wisgrill sowie vieler andere Künstler und Architekten. Backhausen stattete 1901 die Villa Moser auf der Hohen Warte, 1904/05 das Sanatorium Purkersdorf, 1913–1915 die Villa Skywa-Primavesi in Wien und 1905–1911 das Palais Stoclet in Brüssel aus. Zusammen mit der Firma Jacob & Josef Kohn schuf Backhausen Sitzmöbel von, für die damalige Zeit außerordentlichem Wert.
Das Unternehmen sammelte im Lauf der Zeit über 3.500 Originalentwürfe von über 300 Künstlern seiner Zeit. Im Archiv der Firma Backhausen befinden sich Originalentwürfe, Stoffe und Teppiche, die die Wirren des Ersten Weltkrieges und die Zerstörungen des Zweiten Weltkrieges mit viel Glück entkommen konnten. Vor allem die Werke der Künstler der Wiener Werkstätte sind hier aufgehoben. Backhausen stellte Stoffe auf Basis dieser Originale her.

### 1914–2023

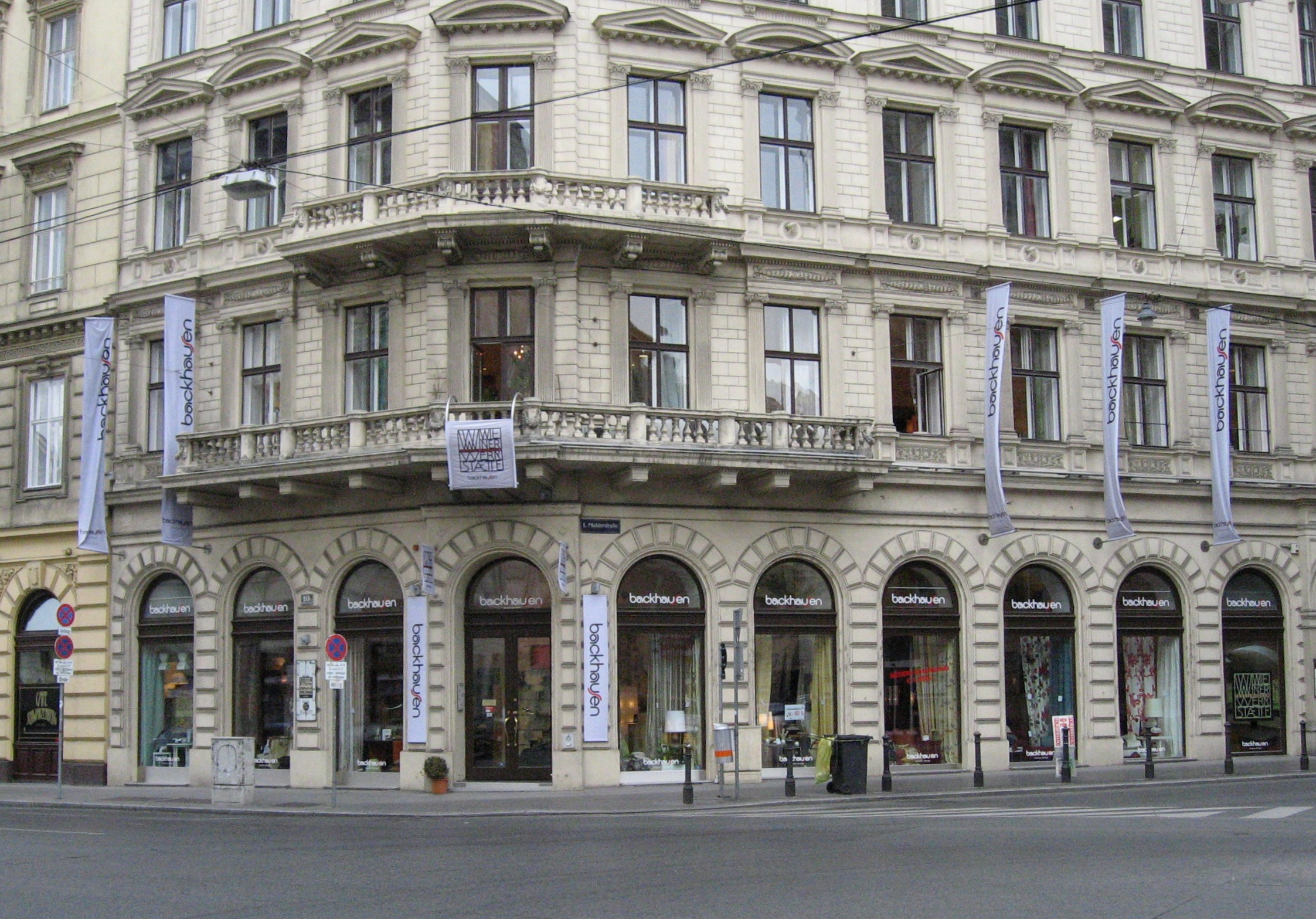
Ehemaliges Geschäft von Backhausen in der Schwarzenbergstraße

Ehemaliges Logo

Besonders die Fabrik in Hoheneich litt unter dem Ausbruch des Ersten Weltkrieges – zahlreiche Mitarbeiter mussten einrücken, viele von ihnen fielen im Krieg. Zudem war die Nachfrage nach Stoffen in Kriegszeiten geringer. Trotz der zurückgegangenen Produktion konnte der Betrieb während des Krieges aufrechterhalten werden. Im Jahr 1916 erfolgte ein Generationswechsel in der Firma Backhausen: Die Söhne von Karl Eduard Backhausen, Heinrich und Paul, sowie die Söhne Jeans, Hans und Eduard traten in den Betrieb ein. Ihrem jugendlichen Schwung war es zu verdanken, dass sich die Firma Backhausen anschließend an den Jugendstil sogleich dem Art déco zuwandte und mit Stoffen und Teppichen in der neuen Stilrichtung große Erfolge erzielen konnte. Obwohl sich in den folgenden Jahren die Lage ein wenig stabilisierte, war die Situation des Betriebs nicht gerade rosig. Erst der Kriegsausbruch brachte eine Verbesserung der Situation. Aufträge für die deutsche Wehrmacht mussten ausgeführt werden, ein großer Teil der Webstühle wurde auf Kriegsproduktion umgestellt. Die ursprüngliche Produktion geriet immer mehr in den Hintergrund. 1945 wurden der Heinrichhof und das Werk in Hoheneich schwer beschädigt bzw. geplündert, Die Fabrik in Hoheneich, die bis dahin von den Kriegshandlungen verschont blieb, wurde von den Russen beschlagnahmt, die Maschinen demontiert und das Werk völlig verwüstet. Nach 1946 wurde die völlig verwüstete Fabrik allmählich wieder aufgebaut.
Backhausen zog 1950 um und bezog ein neues Geschäft an der Kärntner Straße 33, wo das Unternehmen die nächsten 53 Jahre seinen Sitz haben sollte. Im Souterrain dieser Adresse hatte sich zuvor das „Cabaret Fledermaus“ befunden, das von Josef Hoffmann entworfen und von Backhausen eingerichtet, im Zweiten Weltkrieg jedoch zerstört wurde. Das Unternehmen erhielt Aufträge beim Wiederaufbau unter anderem von der Wiener Staatsoper. 1948 war Backhausen zusammen mit den Architekten und Künstlern Josef Hoffmann, Oswald Haerdtl, Franz Hagenauer, Carl Auböck und Stefan Rath von der Firma Lobmeyr Mitbegründer der Österreichischen Werkstätten.
Am 19. Dezember 1973 erhielt Backhausen die „Staatliche Auszeichnung“. Ab dieser Zeit begann das Unternehmen auch wieder Stoffe nach den Originalentwürfen der Wiener Werkstätte zu produzieren. Der Exportmarkt gewann an Bedeutung, Absatzziele waren vor allem die BRD, die USA, Japan, Länder im Nahen Osten sowie die Sowjetunion. 1987 und erneut 1997 erhielt das Unternehmen den Auftrag, die Suntory Hall in Tokio komplett auszustatten. Ebenfalls von Backhausen ausgestattet wurde das königliche Schloss Amalienborg in Kopenhagen. Das Unternehmen beteiligte sich auch regelmäßig an Messen im In- und Ausland und erhielt Preise und Ehrungen.
1994 war Backhausen, zusammen mit der Porzellanmanufaktur Augarten und Lobmeyr, eines der Gründungsmitglieder von „Wien-Products“, eine Organisation unter der Patronage der Wiener Wirtschaftskammer für traditionelle österreichische Hersteller.
2003 zog Backhausen wieder an die Adresse Schwarzenbergstraße 10 um.
2005 nahm das Unternehmen an der Expo 2005 in Aichi und auch an der „Tokyo-Designer-Week“ teil. In diesem Jahr begann auch der Produkteexport nach Dubai, Abu Dhabi sowie nach China.
Stoffe von Backhausen sind weltweit in Repräsentationsbauten, etwa Hotels, Schlössern, Cafés, Theater- und Konzerthäusern, Schiffen und sogar in der Wiener U-Bahn zu finden. Das Unternehmen exportierte in 40 Länder und wurde in der sechsten und siebten Generation der Familie geführt.
Geschäftsführer waren ab 1997 Reinhard Backhausen (* 10. Oktober 1960 in Wien), Herbert Backhausen (* 8. März 1962) und Robert Backhausen (* 1971).
Am 20. Dezember 2012 musste das Unternehmen Konkurs anmelden, nachdem eine Beteiligung mit Al Jaber nicht zustande kam, jedoch ebenfalls am 20. Dezember wurde bekanntgegeben, dass die Investorgruppe BHN Sileo GmbH, an der sowohl die HYPO NOE Landesbank als auch die Cudos Capital AG beteiligt sind, ab sofort Eigentümer des Unternehmens sind. Das Geschäft in der Schwarzenbergstraße im Wiener 1. Bezirk wurde aufgelassen.
Nach erfolgreicher Übernahme und unter der Geschäftsleitung von Jürgen Teubenbacher und Wolfgang Lackinger konnte das Unternehmen 2013 wieder wirtschaftliche Erfolge für sich verzeichnen. In Wien besteht nur mehr ein Schauraum im Design-Center-Vienna.
Im Jahr 2014 kaufte Louise Kiesling (1957–2022) das Unternehmen. Der bisherige Firmenname Joh. Backhausen & Söhne wurde nicht weitergeführt, das Unternehmen trägt seitdem den Namen Backhausen GmbH. Nach dem Tod von Louise Kiesling stellte das Unternehmen zum 30. Juni 2023 seinen operativen Betrieb ein.
Das umfangreiche Backhausen-Archiv wurde von Andreas Kiesling, dem Sohn von Louise Kiesling, dem Wiener Leopold-Museum als Dauerleihgabe zur Verfügung gestellt. Es handelt sich um 11.000 Einzelobjekte.

## Design
Backhausen entwarf Textilien in seinem unternehmenseigenen Atelier. Dabei arbeitete das Unternehmen mit Persönlichkeiten aus Kunst und Design sowie Mode und Architektur zusammen. Die Tradition der Zusammenarbeit mit zeitgenössischen Künstlern wurde bis in die jüngste Zeit fortgesetzt, etwa mit der Einbindung von Künstlern wie Hans Hollein, Eva Riedl, Peter Kogler, Gilbert Bretterbauer, Gerwald Rockenschaub, Ursi Fürtler, Petra Bacher, Hermann Nitsch, Heimo Zobernig, Stefan Sagmeister, Jessica Walsh und Arthur Arbesser.

## Produktion
Die Fabrik des Unternehmens befand sich seit 1870 in Hoheneich. Neben den alten Fabriksgebäuden standen neue Hallen mit modernen, computergesteuerten Webmaschinen, die eine effiziente Umstellzeit auf unterschiedliche Erfordernisse ermöglichen. Backhausen verfügte über eine moderne CAD-Anlage für Jacquardgewebe.